# Paolo Burali d'Arezzo
Paolo Burali d'Arezzo (Itri, Janeiro de 1537 - Nápoles, 17 de junho de 1578) foi um cardeal do século XVI

## Biografia
Nasceu em Itri, 1511. Segundo filho de Paolo Burali, de família nobre originária de Buro, França que migrou para Arezzo; e Vittoria Olivares, de família nobre originária de Barcelona, Espanha; eles possuíam uma casa em Arezzo e o nome da cidade foi incorporado ao sobrenome da família. Seu nome de batismo era Scipione. Ele também está listado como Pauli de Aretio e Paulus Aretius.
Entrou na Universidade de Salerno em 7 de novembro de 1527; depois frequentou a Universidade de Bolonha, onde foi seu professor Ugo Boncompagni, futuro Papa Gregório XIII; obteve o doutorado in utroque iure , direito canônico e civil, em 19 de agosto de 1536..
Depois de terminar seus estudos, foi para Nápoles; lá foi advogado e juiz em Nápoles por doze anos; por sua retidão e integridade, foi chamado de amico della verità e padre dei poveri, amigo da verdade e pai dos pobres. Em 1549, quando planejava se retirar para sua cidade natal para seguir uma vida mais tranquila e espiritual, foi nomeado conselheiro real e juiz criminal pelo imperador Carlos V e, posteriormente, Fernando de Toledo o nomeou auditor geral do exército. Em 1555, o rei de Nápoles o enviou ao Papa Paulo IV e depois à corte espanhola para resolver as questões e controvérsias de caráter civil e eclesiástico; o papa expressou seu desejo de nomeá-lo auditor da Sagrada Rota Romana, mas ele recusou. Durante todo esse tempo teve o veneziano Theatine Giovanni Marinoni, do convento de S. Paolo Maggiore em Nápoles, como seu conselheiro espiritual. Ingressou na Congregação dos Clérigos Regulares Teatinos, em 25 de janeiro de 1557; mudou seu nome para Paolo; professou em 2 de fevereiro de 1558; recebeu o diaconato, 5 de março de 1558; Andrea Avellino, futuro santo, estudou com ele durante o noviciado e os estudos sacerdotais.
Ordenado em 26 de março de 1558. Em 1564, o Papa Pio IV pediu às autoridades napolitanas que o enviassem como embaixador à corte espanhola para tentar moderar a atividade do Tribunal da Inquisição em Nápoles. Recusou a nomeação episcopal para as sedes de Castellammare, Crotone e Brindisi. Superior nas casas teatinas de S. Paolo Maggiore, Nápoles (duas vezes); e S. Silvestro em Monte-Cavallo, Roma..
Eleito bispo de Piacenza, em 23 de julho de 1568. Consagrado, domingo, 1º de agosto de 1568, igreja de S. Silvestro em Monte-Cavallo, Roma, pelo cardeal Scipione Rebiba, auxiliado por Giulio Antonio Santori, arcebispo de Santa Severina, e por Thomas Goldwell, bispo de São Asaph. Aplicou na diocese e no seminário os decretos do Concílio de Trento; pediu Andrea Avellino, Theat., futuro santo, para guiar o seminário. Sínodos diocesanos celebrados em 1570 e 1574..
Criado cardeal sacerdote no consistório de 17 de maio de 1570; recebeu o gorro vermelho e o título de S. Pudenziana, em 20 de novembro de 1570. Chamado Cardeal d'Arezzo. Participou do conclave de 1572, que elegeu o Papa Gregório XIII. Promovido à sede metropolitana de Nápoles, em 19 de setembro de 1576. Começou a aplicação dos decretos do Concílio de Trento naquela arquidiocese e em 1577 publicou um catecismo para os sacerdotes. Ele foi para Torre del Greco, ao lado do Vesúvio, por alguns dias para tentar recuperar a saúde; enquanto estava lá, ele caiu e fraturou o fêmur; por isso, ele teve que retornar a Nápoles..
Morreu em Nápoles 17 de junho de 1578. Sepultado, segundo seu testamento, na cripta da basílica de S. Paolo Maggiore, Nápoles, junto aos corpos e relíquias de São Caetano de Thiene, cofundador dos Teatinos, e do Beato Giovanni Marinoni, seu diretor espiritual. Em 1624, quando começou o processo de beatificação, o cardeal Décio Carafa, arcebispo de Nápoles, transferiu os restos mortais para um local mais conveniente na mesma igreja; em 1644, o corpo foi trasladado para a capela de Purità, também na igreja de S. Paolo Maggiore.

## Beatificação
Beatificado em 8 de junho de 1772 pelo Papa Clemente XIV. Sua festa é celebrada em 17 de junho..